# 蘇珊娜的秘密
蘇珊娜的秘密（義大利語：Il segreto di Susanna，德語：Susannens Geheimnis）是作曲家艾曼諾·沃夫-費拉里所創作的獨幕喜歌劇，樂譜上標示為「幕間劇」（intermezzo），根據義大利劇作家恩立可·戈里夏尼的義大利語劇本作曲，但本劇在1909年12月4日於慕尼黑的慕尼黑國王宮廷與國家劇院（今慕尼黑國家劇院）首演時，由於該地為德語區，所以作品交由德籍作家兼樂評馬克斯·卡爾貝克翻譯，以德語首演。

## 角色
- 蘇珊娜（女高音）
- 基爾伯爵（男中音）
- 桑德，無聲的僕人

## 劇情概要
基爾伯爵剛從俱樂部回到家，他在外面瞥見了像是他新婚妻子蘇珊娜的身影，又在客廳聞到了菸草味，但他與妻子及僕人桑德都不是癮君子，於是懷疑蘇珊娜趁他不在與別人約會。但當他在家中看到蘇珊娜那純真溫柔的模樣，他為自己的猜忌心感到羞恥，這對新婚夫婦很快地陶醉在彼此的愛意與幸福之中，但當兩人互相擁抱時，基爾從蘇珊娜口唇與衣服上又嗅到一股惱人的煙味，於是他將她推開並質問她，蘇珊娜最後承認自己有一個秘密，但不願透露詳情，基爾氣得到處摔東西，大罵粗口，直到蘇珊娜哭著跑回房去。
過了一會兒，基爾要出門前往俱樂部，蘇珊娜此時也從房裡出來對丈夫好言好語，基爾的內心開始軟化，就在兩人言歸於好之際，蘇珊娜要求基爾回家時將門鈴敲響一些，這句話又引起了基爾的疑心，當基爾離開之後，蘇珊娜立刻要求桑德為她帶來她新買的煙盒，快活地抽起煙來，突然間門鈴聲大作，原來是基爾回家突襲，他衝進來搜索整間屋子，但是卻沒找到任何可疑人物，於是又懊惱地再次出門，而蘇珊娜在他出門後又點起了第二支煙，沒想到基爾再度回家，這一次他終於發現了妻子的秘密，措手不及的蘇珊娜乞求丈夫的寬恕，並承諾戒煙，而基爾不但原諒了她，還決定與她一起抽煙，以使他們的愛情持續到永遠。